# The Collector
The Collector (в переводе с англ. — «Коллекционер») — первый полноформатный студийный альбом американской инди-рок-группы Plain Jane Automobile, выпущенный 1 августа 2008 года.

## Об альбоме
В альбом в общей сложности вошли шесть новых песен, а также были включены песни «Close My Eyes», «Blue Jeans» и «Tear Yourself to Bits» из предыдущего мини-альбома в новом исполнении. Позднее в 2011 году песни «Close My Eyes», «Stones» и  «Starving Streets» в ещё одном варианте исполнения вошли в следующий альбом Your Tomorrow.
Наиболее популярным хитом является песня «Stones», фактически ставшая "визитной карточкой" группы.
После релиза компания Nokia приобрела лицензию на песни «Stones» и «Close My Eyes» и поместила их на более чем миллион своих сотовых телефонов во всём мире в качестве стандартного рингтона. «Stones» встречается на телефонах Nokia 6303 classic и Nokia 5800.
Начиная с 15 февраля 2012 года данный альбом, как и все остальные альбомы группы, стал доступен на официальном сайте для бесплатного скачивания в формате MP3.

## Список композиций
Слова и музыка всех песен — Крайдер, Мехиа, МакКоркелл и Диккенс.
| №                   | Название                     | Длительность |
| ------------------- | ---------------------------- | ------------ |
| 1.                  | «While They're Watching»     | 4:32         |
| 2.                  | «Starving Streets»           | 4:08         |
| 3.                  | «The Longest Goodbye»        | 3:47         |
| 4.                  | «Stones»                     | 4:40         |
| 5.                  | «Close My Eyes»              | 3:45         |
| 6.                  | «The Collector»              | 4:23         |
| 7.                  | «Blue Jeans»                 | 2:59         |
| 8.                  | «Whisper (That You Need Me)» | 4:58         |
| 9.                  | «Tear Yourself to Bits»      | 4:39         |
| Общая длительность: | Общая длительность:          | 37:51        |

## Участники записи
- Джеймс «Дюк» Крайдер — вокал, гитара
- Луис Мехиа — гитара, клавишные, бэк-вокал
- Пол МакКоркелл — бас-гитара, бэк-вокал
- Джеймс Диккенс — ударные